# Molnár Erik (vízilabdázó)
Molnár Erik (Budapest, 2003. június 24. –) világbajnok magyar válogatott vízilabdázó, a Ferencvárosi TC játékosa bekk poszton.

## Sportpályafutása
Gyermekként az UVSE-ben kezdett vízilabdázni. 2021-ben a Ferencvárosi TC-hez igazolt. Tagja volt a 2019-ben Tbilisziben bronzérmet szerző U17-es válogatottnak, majd 2021-ben világbajnoki 4. helyezést ért el a junior válogatott tagjaként. Még ugyanebben az évben meghívót kapott a felnőtt válogatott keretedzésére. Első alkalommal 2022 nyarán egy šibeniki felkészülési mérkőzésen ugrott medencébe a válogatott tagjaként, a házigazda Horvátország ellen. A spliti Európa-bajnokságon ezüstérmesként zárt a nemzeti együttessel. 2023 nyarán a magyar csapat tagjaként világbajnokságot nyert Fukuokában.

## Eredményei

### Klubcsapattal

#### Ferencváros
- Magyar bajnokság
  - Aranyérmes (2022, 2023, 2024, 2025)
- Magyar Kupa
  - Aranyérmes (2021, 2022, 2023, 2024)

- Bajnokok ligája
  - Győztes: 2024, 2025
  - Bronzérmes: 2022
- LEN-szuperkupa
  - győztes: 2024[4]

### Válogatottal

#### Korosztályos
- U17-es Európa-bajnokság
  - Bronzérmes: 2019
- U19-es Európa-bajnokság
  - bronzérmes: 2022
- U20-as világbajnokság
  - 4. hely: 2021

#### Felnőtt
- Világbajnokság
  - ezüstérmes: 2025
- Európa-bajnokság
  - Ezüstérmes: 2022